# ハウス・オブ・グッチ
『ハウス・オブ・グッチ』（原題: House of Gucci）は、2021年公開のアメリカ合衆国の伝記クライム映画。サラ・ゲイ・フォーデン原作のノンフィクション『ザ・ハウス・オブ・グッチ』（The House of Gucci: A Sensational Story of Murder, Madness, Glamour, and Greed）を原作とし、パトリツィア・レッジアーニとマウリツィオ・グッチを軸に世界的ファッションブランド「グッチ」の創業者グッチ家の経営権争いと、その中で起きたマウリツィオ・グッチ殺害事件を描いている。リドリー・スコットが監督・製作を務め、レディー・ガガ、アダム・ドライバー、ジャレッド・レト、ジェレミー・アイアンズ、サルマ・ハエック、アル・パチーノが出演している。
リドリー・スコットは2000年代初頭にフォーデンの『ザ・ハウス・オブ・グッチ』の権利を取得し、グッチ家を描く映画の構想を練っていた。企画は長い間停滞し、2019年11月にスコットの監督就任とレディー・ガガの出演が決まるまで多くの監督や俳優の起用が噂された。2020年夏には主要キャストが発表され、2021年2月から5月にかけてイタリアで撮影が行われた。同年11月9日にロンドンでワールドプレミアが行われ、同月24日からアメリカ合衆国で公開された。日本では2022年1月14日に公開された。

## ストーリー
マウリッツィオは、グッチ家の創業者ロレンツィオの息子であるが、経営に関わらず、弁護士を目指して勉強中であった。あるパーティーで、パトリッツィオという女性と知り合う。二人は互いに惹かれ合い、マウリッツィオは、名誉あるグッチ家の一族であるにもかかわらず、パトリッツィオの父が経営する運送屋で働くことを決意する。パトリッツィオは持ち前の人当たりの良さで、マウリッツィオの父ロレンツィオに取り入り、更に、グッチの経営を取り仕切るロレンツィオの兄アルパにも取り入っていった。ロレンツィオは、パトリッツィオの父が運送屋ということから見下し、パトリッツィオと息子マウリッツィオとの関係に不満を示す。マウリッツィオは、伯父アルドの誕生会に、パトリッツィオを連れていき、アルドに関係を認めてもらう。パトリッツィオは、アルドの息子パウロとも出会い、顔見知りになる。パウロは、ロレンツィオに自らのデザインを披露するが、認めて貰えず、憤り、ロレンツィオがデザインしたというスカーフに放尿する。やがて、マウリッツィオとパトリッツィオとの間にアレッサンドラと名付けられた娘が誕生する。その娘が授かったことをロレンツィオに報告した直後にロレンツィオが死亡する。その後のグッチのデザインはパウロに委ねられたが、パウロ主催のファッションショーの開始の直後に、財務警察が押し入り、パウロを著作権違反により拘束した。そのショーの妨害を計画したのは、なんとマウリッツィオとパトリッツィオであった。パトリッツィオは、マウリッツィオにグッチ家を継がせるために、パウロを追い落とそうと目論んでいたのだ。パウロの父アルドまでも脱税によって逮捕され、禁固刑の有罪判決をうける。父ロレンツィオが亡くなり、伯父アルドが禁固刑、アルドの息子パウロが追放された結果、マウリッツィオがグッチ家を引き継ぐことになった。マウリッツィオは、アルド、パウロをグッチ家を排除することに貢献してきたパトリッツィアと離婚し、新たにパオラという女性と同居するようになる。更にマウリッツィオは、高価な骨董品や自動車、別荘をグッチ家の潤沢な資金を利用して購入していく。マウリッツィオは、本格的にグッチのブランドを世界に売り込むために、パウロが所持するグッチ株の50%を買い取ることを目論み、潤沢な資産を有するイランの企業をパートナーとする。やがて、アルドが釈放され、慎ましい生活をしていたパウロの家へと帰ってくる。マウリッツィオは、イランの企業を利用し、グッチ株をパウロから買い取る為の交渉にアルパとパウロを呼び寄せる。アルドにサインさせ、グッチ株の購入に成功する。マウリッツィオは、従来のグッチとは異なる奇抜なデザインを採用したファッションショーを成功させた。一方、パトリッツィオは、マウリッツィオとの結婚中に、テレビ番組を通じて占って貰った時に、「金持ちになれる」と言われ、その通りに実現した女占い師から、「マウリッツィオが消える」と宣告された。パトリッツィオは、娘の共同親権をマウリッツィオから持ちかけられたり、豪邸にも入れて貰えなくなる等、マウリッツィオから完全に決別されていた。離婚されたパトリッツィオは、怒りにより、知り合いの女と共謀して、6億リラという値段で、二人の男にマウリッツィオの殺害を依頼する。ファッションショーを成功させたと自認するマウリッツィオは、パートナーのイラン人の企業から、食事会に呼ばれる。イラン人の経営者から、グッチの経営状態が悪いと指摘され退任を迫られる。マウリッツィオは怒り狂い、高級牛の肉が入った皿を床に叩きつけてその場を去る。早朝にマウリッツィオが会社に入ろうという時に、パトリッツィオが雇った男により、銃に撃たれ、マウリッツィオが死亡する。パトリッツィオや暗殺者等が裁判により有罪判決を受ける。グッチはイランの企業に経営され、時価総額400億ドルの世界的な企業となる。グッチにおいて、グッチ家の人間は存在しなくなった。

## キャスト
※括弧内は日本語吹替
- パトリツィア・レッジャーニ（英語版）：レディー・ガガ（田村睦心）

運送会社を経営する父と愛人の間にできた私生児として生まれる。母からの厳しい教育から上流階級への志向が強い。マウリッツオと結婚して幸せになるが、次第に夫の経営に口を出すようになって行く。
- マウリツィオ・グッチ（英語版）：アダム・ドライバー（遠藤大智）

ロドルフォの長男。箱入り息子として厳格に育てられており、内向的な性格。故に自由で奔放なパトリッツアの性格に魅かれて行く。大学で法律を専攻する秀才でアルドからも次期後継者として期待されている。
- アルド・グッチ（英語版）：アル・パチーノ（樋浦勉）

グッチ創業者の三男（嫡男）で二代目社長。グッチを世界的ブランドに成長させた人物。経営の手腕はあるものの、税金を嫌っており、多額の脱税をしている。マウリツィオに次期後継者として期待を寄せている。
- パオロ・グッチ（英語版）：ジャレッド・レト（桐本拓哉）

アルドの次男で、グッチの副社長。独自でブランド開発を展開し、奇抜なデザインを手がけるが、あまりにも奇をてらい過ぎている為に、グッチ家からは「はみ出し者」とみなされ喧嘩が絶えない。本編以外でもロドルフォやアルドと幾度も大喧嘩をしている。
- ロドルフォ・グッチ（英語版）：ジェレミー・アイアンズ（池田秀一）

グッチ創業者の五男。マウリツィオの父。他の兄弟が早くに亡くなったため、グッチの株式を兄のアルドと半々で分け持っている。元映画俳優。妻であるアレッサンドラを早くに亡くし、一人息子のマウリツオに期待をかけ厳格に育てる。過保護なため、マウリッツォはロドルフォの存在を恐れている。甥のパオロとはデザインや経営に関して社員を巻き込む喧嘩を幾度もしている。
- ジュゼッピーナ・“ピーナ”・アウリエンマ：サルマ・ハエック（水野ゆふ）

パトリッツアのお抱えの占い師
- ドメニコ・デ・ソーレ（英語版）：ジャック・ヒューストン（北田理道）

ロドルフォが信頼している顧問弁護士。
- トム・フォード：リーヴ・カーニー（英語版）（清水優譲）

才能あふれるアメリカ人デザイナー
- パオラ・フランキ（英語版）：カミーユ・コッタン（行成とあ）

マウリツィオの女友達
- フェルナンド・レッジャーニ：ヴィンセント・リオッタ（英語版）（玉野井直樹）

パトリツィアの父
- シルヴァーナ・レッジャーニ：アレクシア・マレー（桜岡あつこ）

パトリツィアの母
- アレッサンドラ・グッチ：ミア・マクガヴァン・ザイニー

マウリツィオの母
- ジェニー・グッチ：フローレンス・アンドリューズ（松浦裕美子）

パオロの妻
- ネミール・キルダル（英語版）：ユセフ・カーコア（英語版）（宮本崇弘）

金融業界で急上昇しているインヴェストコープ社の社長。グッチの投資をマウリツィオが持ちかける。
- サイード：メーディ・ネブー（英語版）（長谷川敦央）
- オマル：ミロウド・ムーラド・ベナマラ（英語版）
- ソフィア・ローレン：マダリーナ・ディアナ・ゲネア（英語版）
- カール・ラガーフェルド：アントネッロ・アヌンツィアータ
- アナ・ウィンター：キャサリン・ウォーカー（英語版）（熊谷海麗）
- リチャード・アヴェドン：マルティーノ・パルミサーノ（橋本信明）

## 製作

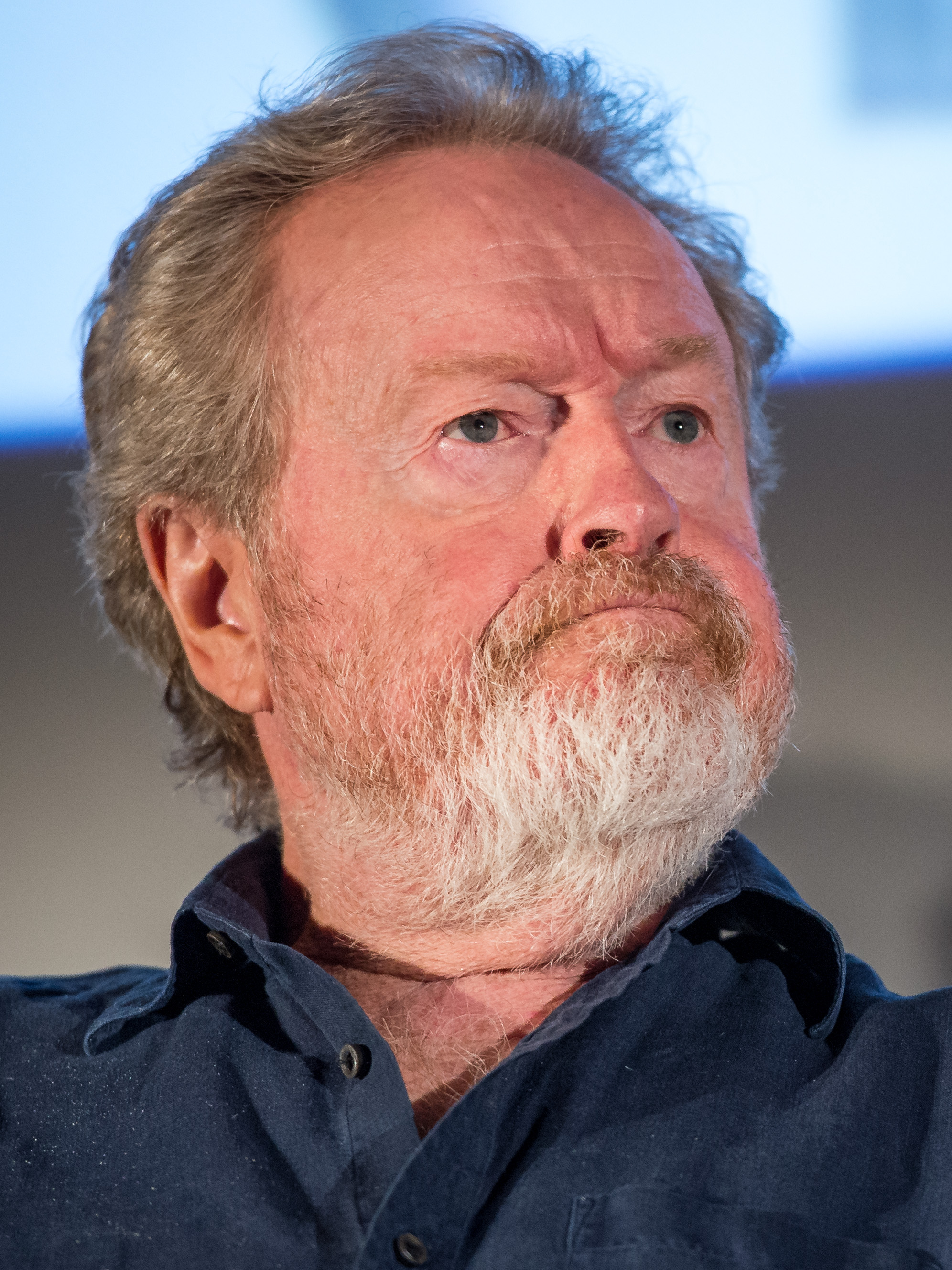
リドリー・スコット

2006年6月、リドリー・スコットが「グッチ王朝の崩壊」を題材とした作品の監督を務め、脚本はアンドレア・ベルロフが手掛けることが報じられた。この時点でグッチ家が企画を拒否していたにもかかわらず、アンジェリーナ・ジョリーがパトリツィア・レッジアーニ役、レオナルド・ディカプリオがマウリツィオ・グッチ役を演じる可能性が報じられていた。2012年2月には、リドリーの娘ジョーダン・スコットが監督を務め、ペネロペ・クルスがパトリツィア役の交渉中であることが報じられた。2016年11月には、新たにウォン・カーウァイが監督を務め、チャールズ・ランドルフがベルロフと共同で脚本を手掛け、マーゴット・ロビーがパトリツィア役の交渉中であることが報じられた。2019年11月、リドリー・スコットが再び監督を務めること、ロベルト・ベンティヴェーニャが脚本を手掛けること、レディー・ガガがパトリツィア役を演じることが報じられた。グッチCEOマルコ・ビッザーリによると、グッチは映画製作に全面協力し、衣装や小道具を作るために同社のアーカイブへのアクセスを許可したという。
2020年4月にメトロ・ゴールドウィン・メイヤーが映画化権を取得した。同年8月までにアダム・ドライバー、ジャレッド・レト、アル・パチーノ、ロバート・デ・ニーロ、ジャック・ヒューストン、リーヴ・カーニーが出演交渉に入ったことが報じられた。10月までにドライバー、レト、パチーノ、デ・ニーロの出演が決まった。12月にはヒューストン、カーニー、ジェレミー・アイアンズの出演が決まったものの、デ・ニーロが降板したことが報じられた。また、同月にダリウス・ウォルスキーが撮影監督に起用され、2021年1月にはカミーユ・コッタンの出演が決まった。同年3月にはマダリーナ・ディアナ・ゲネア、メーディ・ネブー、ミロウド・ムーラド・ベナマラの出演が決まり、さらにサルマ・ハエック（グッチの親会社ケリングCEOのフランソワ・アンリ・ピノーの妻）の出演も決まった。
2020年8月、『ハウス・オブ・グッチ』の撮影はリドリー・スコットが『最後の決闘裁判』を撮り終えた後に開始されることが報じられた。2021年2月3日、ジャレッド・レトは『ハウス・オブ・グッチ』がプリプロダクションの段階であり、数週間のうちにイタリアで撮影が開始されるだろうとコメントした。主要撮影は同月下旬に新型コロナウイルス感染症対策を施したうえで、ローマで始まった。3月初旬にグレッソネイ＝サン＝ジャンとグレッソネイ＝ラ＝トリニテで複数のシーンが撮影され、ヴァッレ・ダオスタ州にあるアルプス山脈のアオスタ渓谷ではスイス・サンモリッツの観光施設のシーンが撮影された。この他にもフィレンツェ、コモ湖、ミラノでも撮影が行われた。3月下旬にはローマのコンドッティ通りで撮影が行われ、5月8日に全ての撮影が終了した。
レディー・ガガはパトリツィア役を演じる際、長年の友人であるイタリア系アメリカ人のトニー・ベネットが「映画の中でイタリア人が犯罪者という側面から表現されていることをどう感じるか」という点を考慮し、「パトリツィアをカリカチュアではなく、現実の人物として演じること」を目指したと語っている。彼女はパトリツィアの声や姿勢を研究し、役作りについて「マウリツィオとイタリア人に敬意を表するためには、私の演技が女性の視点から見て本物であることが一番なのだと感じたのです。イタリア系アメリカ人ではなく、イタリア人女性として」と語っている。しかし、彼女のイタリア語の発音についてはサルマ・ハエックのダイアログコーチを務めたイタリア人女優フランチェスカ・デ・マルティーニが、「ガガの発音は正確にはイタリア語の発音ではなく、ロシア語の発音のように聞こえる」と話している。

## 公開
2021年11月9日、ロンドンのオデオン・ラックス・レスター・スクエアでワールドプレミア上映が行われた。同月24日からアメリカ合衆国・カナダで、同月26日からイギリスで公開された。また、劇場公開と同時にParamount+でストリーミング配信が始まった。ユナイテッド・アーティスツ・リリーシングは『ハウス・オブ・グッチ』のテレビ宣伝のために1280万ドルの費用を投じている。

## 評価

### 興行収入
アメリカ・カナダでは『ミラベルと魔法だらけの家』『バイオハザード: ウェルカム・トゥ・ラクーンシティ』と同日公開され、オープニング週末を含めた5日間で3441劇場から1500万ドルから2000万ドルの興行収入を見込んでいた。公開初日の観客動員数は34万5000万人、興行収入は420万ドル（前日のプレミア上映の興行収入130万ドルを含む）を記録し、公開5日間の興行収入は2200万ドルとなった。観客の鑑賞理由はレディー・ガガ（40%）、アンサンブル・キャスト（32%）、ストーリー（34%）となっており、年齢層は18歳から34歳（45%）、45歳以上（34%）であり、新型コロナウイルス感染症流行以降に公開された高齢者層向けドラマ映画として平均を上回る結果となった。Deadline Hollywoodによると、『ハウス・オブ・グッチ』の興行収入は、ドラマ映画としては『ストーリー・オブ・マイライフ/わたしの若草物語』以来の最高額を記録したという。公開第2週末の興行収入は700万ドル、公開第3週末は410万ドル、公開第4週末は185万ドルとなっている。
北米以外の40市場ではオープニング週末の興行収入は1280万ドルを記録しており、公開5日間の興行収入上位5か国はイギリス（340万ドル）、フランス（190万ドル）、メキシコ（97万5000ドル）、スペイン（79万5000ドル）、オランダ（62万9000ドル）となっている。公開第2週末の興行収入は1480万ドル、公開第3週末は1010万ドルを記録している。公開第4週には410万ドルを記録し、国内外合計興行収入が1億ドルを超えた。

### 批評
Rotten Tomatoesには335件の批評が寄せられ支持率63%、平均評価6.2/10となっており、批評家の一致した見解は「『ハウス・オブ・グッチ』は、得意げにランナウェイを歩くには物足りず、インスピレーションに満ちたキャンプと重苦しいドラマの間で揺れ動くことが多いものの、レディー・ガガの完璧な演技には時代を超越した独自のスタイルがある」となっている。Metacriticでは57件の批評に基づき59/100のスコアを与え、CinemaScoreではB+評価、ポストトラックでは好意的な評価が82%となっている。Deadline Hollywoodは批評家と観客との間に強い分断が見られると指摘し、「映画ファンが圧倒しているように見える」とコメントしている。スクリーン・ラントでは批評家の評価は賛否両論だったが、キャストの演技は高く評価されており、特にレディー・ガガとジャレッド・レトの演技を絶賛している。
Voxのアリシア・ウィルキンソンはキャストの演技を高く評価する一方、脚本については「予告編で紹介された映画は、実際の『ハウス・オブ・グッチ』よりも少しだけ魅力的でワイルドな印象を受けます。この映画は素晴らしい、あるいは狂気じみた演技がなければ、要領を得ない、そして幾分通り一遍の失敗作になっていたでしょう」と批評している。ハリウッド・リポーターに寄稿したデヴィッド・ルーニーは「一貫性のあるトーンにまとめることができていない。長ったらしくて規律がなく、高尚なドラマとオペラ・ブッファの間を行き来している」と批評している。シカゴ・サンタイムズのリチャード・ローパーは2.5/4の星を与え、「アダム・ドライバー（リドリー・スコット監督作品ではフランスの従騎士とイタリア・ファッション界の後継者を連続して演じた）とレディー・ガガの相性は抜群で、アル・パチーノがライオンのように咆哮する姿を見るのは興奮する。しかし、ハエックとアイアンズは薄っぺらいキャラクターを演じ、レトはまるで自分だけの映画の中にいるかのように騒いでいる。『ハウス・オブ・グッチ』はスキャンダラスなセンセーショナリズムに溢れているはずなのに、冷たく計算されているように感じる」と批評している。ニューヨーク・タイムズのA・O・スコットは、映画には「必要不可欠なヴィジョンまたはインスピレーション」が欠けており、より良い映画基準に則って精巧に作られる機会を逃したと批評している。
BBCはジャレッド・レトの演技を「嘲笑と苛立ちの両方を引き起こした」と批評しており、マーク・カーモードは映画が「パロディチック」であり、「他のキャストがわずかに馬鹿げたイタリア語の抑揚を取り入れる一方、レトはクジラとコミュニケーションを試みるかのような甲高い鳴き声を発している」と酷評している。一方、IndieWireのデイヴィッド・アーリックは、レトの演技を高く評価している。

### 当事者の反応
2021年1月、パトリツィアはノヴェッラ2000の取材の中で、レディー・ガガが自分を演じることを認め、「彼女は天才だ」と絶賛したうえで「大好きです」とコメントしていた。しかし、同年3月のANSA通信の取材には、ガガが自分に会おうとしないことに「苛立っている」とコメントし、さらに「経済的な問題とは無関係です。私はこの映画から1セントたりとも受け取っていません。良識と敬意の問題なのです」と主張している。同月末、製作側がガガをパトリツィアに会わせたくなかったことが判明し、彼らが「恐ろしい犯罪を支持・支援することは避けたいと思っていた」としており、ガガは役作りのために「多くの映像やドキュメンタリーを鑑賞し、パトリツィアについての書籍を読んでいた」と報じられた。また、ガガはパトリツィアと「結託」することに興味はないと述べる一方、「彼女の娘たちのことを思っています……このことが彼女たちにとって非常に苦痛になっているに違いないと深く心配しています」と語っている。
パトリツィア・グッチ（アルド・グッチの娘、マウリツィオ・グッチの従姉）はAP通信の取材の中で、「一族を代表して言わせてもらうが、本当にがっかりした」と語り、「利益を得るため、ハリウッドというシステムの収入を増やすために家族のアイデンティティを盗んだ。私たち家族にはアイデンティティというプライバシーが存在する。全てのことを話せるが、超えられない一線がある」と批判した。彼女は『ハウス・オブ・グッチ』に対してグッチ家が抱く不満について、「監督のリドリー・スコットと連絡が取れないこと」「原作になっている本に不正確な記述があること」「マウリツィオ殺害事件とは無関係の人物役に著名な俳優を起用したこと」の3点を挙げており、「グッチ家は完成後の映画を観て次のアクションを起こすだろう」と語っている。
リドリー・スコットはグッチ家からの批判に対して、「グッチ家のうち一人が殺され（マウリツィオ・グッチ）、もう一人が脱税で逮捕されており（アルド・グッチ）、儲け話をしている場合ではないということを忘れてはいけない。そんなことをした時点で、彼らはパブリックドメインの一部になっているのです」と反論している。
トム・フォードはエアメール誌の取材の中で、「劇場を出た時、まるでハリケーンの中を生き抜いたかのように感じた」と語り、いくつかのシーンで笑ったものの、「血生臭いシーンの中にユーモアやキャンプを探し出すことは（私にとって）難しかった。実際の生活ではキャンプなどなかった。不条理なこともあったが、最終的には悲劇だった」と評価している。彼はキャストの演技を高く評価しているが、アル・パチーノとジャレッド・レトの演技については『サタデー・ナイト・ライブ』の出演者を引き合いに出して否定的に評価しており、特にレトの演技については「レトの俳優としての輝きは、文字通りラテックス製の補綴物の下に埋もれている……パオロには何度も会っているが、彼は確かにエキセントリックで風変わりな行動をとっていたが、全体的な立ち振る舞いは、レトが演じたような狂気じみた、一見すると精神異常者のようなキャラクターとは明らかに違っていた」と語っている。リーヴ・カーニーが演じたフォード像については直接言及していないが、劇中でフォードがマウリツィオと乾杯したシーンについては、彼がグッチのクリエイティブ・ディレクターに就任する以前にマウリツィオがグッチの経営権を喪失していたことから、「不正確な描写」と指摘している。

### 受賞・ノミネート
| 映画賞                                         | 部門                               | 対象                 | 結果       | 出典   |
| ---------------------------------------------- | ---------------------------------- | -------------------- | ---------- | ------ |
| デトロイト映画批評家協会賞                     | 助演男優賞                         | ジャレッド・レト     | ノミネート | [ 70 ] |
| デトロイト映画批評家協会賞                     | アンサンブル賞                     | ハウス・オブ・グッチ | ノミネート | [ 70 ] |
| 第20回ワシントンD.C.映画批評家協会賞           | 主演女優賞                         | レディー・ガガ       | ノミネート | [ 71 ] |
| 第18回セントルイス映画批評家協会賞             | 主演女優賞                         | レディー・ガガ       | ノミネート | [ 72 ] |
| 第18回セントルイス映画批評家協会賞             | 助演男優賞                         | ジャレッド・レト     | ノミネート | [ 72 ] |
| 第18回セントルイス映画批評家協会賞             | 衣裳デザイン賞                     | ジャンティ・イェーツ | ノミネート | [ 72 ] |
| 第27回ダラス・フォートワース映画批評家協会賞   | 主演女優賞                         | レディー・ガガ       | 第4位      | [ 73 ] |
| 第26回フロリダ映画批評家協会賞                 | 主演女優賞                         | レディー・ガガ       | ノミネート | [ 74 ] |
| 第26回フロリダ映画批評家協会賞                 | 助演男優賞                         | ジャレッド・レト     | ノミネート | [ 74 ] |
| カプリ・ハリウッド国際映画祭                   | 主演女優賞                         | レディー・ガガ       | 受賞       | [ 75 ] |
| カプリ・ハリウッド国際映画祭                   | イタリア系アメリカ人アーティスト賞 | レディー・ガガ       | 受賞       | [ 75 ] |
| パームスプリングス国際映画祭                   | アイコン賞                         | レディー・ガガ       | 受賞       | [ 76 ] |
| 第79回ゴールデングローブ賞                     | 主演女優賞 (ドラマ部門)            | レディー・ガガ       | ノミネート | [ 77 ] |
| 第26回サンディエゴ映画批評家協会賞             | 衣裳デザイン賞                     | ジャンティ・イェーツ | ノミネート | [ 78 ] |
| ジョージア州映画批評家協会賞                   | 主演女優賞                         | レディー・ガガ       | ノミネート | [ 79 ] |
| 第6回シアトル映画批評家協会賞                  | 主演女優賞                         | レディー・ガガ       | ノミネート | [ 80 ] |
| 第6回シアトル映画批評家協会賞                  | 衣裳デザイン賞                     | ジャンティ・イェーツ | ノミネート | [ 80 ] |
| EDA賞                                          | 主演女優賞                         | レディー・ガガ       | ノミネート | [ 81 ] |
| 第11回オーストラリア映画テレビ芸術アカデミー賞 | 主演女優賞                         | レディー・ガガ       | ノミネート | [ 82 ] |
| 第11回オーストラリア映画テレビ芸術アカデミー賞 | 助演男優賞                         | アル・パチーノ       | ノミネート | [ 82 ] |
| ゴールデン・トマト・アワード                   | フェイバリット男優賞               | アダム・ドライバー   | 第5位      | [ 83 ] |
| ゴールデン・トマト・アワード                   | フェイバリット女優賞               | レディー・ガガ       | 第5位      | [ 83 ] |
| ゴールデン・トマト・アワード                   | フェイバリット女優賞               | サルマ・ハエック     | ノミネート | [ 83 ] |

## ホームメディア
- 『ハウス・オブ・グッチ』Blu-ray+DVD 発売日：2022年5月25日
- 『ハウス・オブ・グッチ』Blu-ray【廉価版】 発売日：2023年1月13日
- 『ハウス・オブ・グッチ』DVD【廉価版】 発売日：2023年1月13日